# Saint-Valbert
 Saint-Valbert  es una localidad y comuna de Francia, en la región de Franco Condado, departamento de Alto Saona, en el distrito de Lure y cantón de Luxeuil-les-Bains. Está integrada en la Communauté de communes du Pays de Luxeuil.

## Demografía
| 203 | 188 | 175 | 186 | 210 | 195 | 216 |
| Para los censos de 1962 a 1999 la población legal corresponde a la población sin duplicidades (Fuente: INSEE [Consultar]) |     |     |     |     |     |     |

- Datos: Q767477
- Multimedia: Saint-Valbert / Q767477

1. ↑  Worldpostalcodes.org, código postal n.º 70300.
2. ↑  INSEE, Datos de población para el año 2012 de Saint-Valbert (en francés).